# Hueso lagrimal
El hueso lagrimal o hueso lacrimal (Os lacrimale) o unguis es un hueso de la cara. Es una pequeña lámina ósea, compacta, cuadrilátera, delgada, con dos caras, externa e interna, y cuatro bordes que por su forma y tamaño se parecen a una uña. El unguis está exclusivamente formado por tejido compacto.

## Caras
- La cara externa lleva una cresta vertical o cresta lagrimal posterior, que se termina inferiormente por una apófisis en forma de gancho (hamulus lagrimalis). Esta apófisis integra el orificio superior del conducto nasal. La cara externa se halla dividida en dos porciones por la cresta lagrimal. La posterior es plana y se continúa con la lámina papirácea del etmoides, mientras la anterior es acanalada y contribuye a formar el canal lacrimonasal que alberga el saco lagrimal, una estructura que recoge lágrimas y las transporta hacia la cavidad nasal. La mencionada cresta sirve de inserción al tendón reflejo del músculo orbicular  de los párpados. Se encuentra en la parte anterior de la cara interna de la órbita ocular, entre el hueso maxilar superior, frontal y el etmoides.
- La cara interna presenta numerosas rugosidades y algunos surcos vasculares. En su parte media se encuentra un canal vertical que se corresponde con la cresta de la cara precedente. La porción de hueso que está por delante de este canal forma parte de la pared externa de las fosas nasales. La porción que está por detrás se aplica sobre las masas laterales del etmoides completando así las celdillas óseas de esta región.

## Bordes
Los cuatro bordes del unguis son irregulares y muy delgados:
- El borde superior se articula con la apófisis orbitaria interna del frontal
- El borde inferior completa en parte el conducto nasal y desciende a veces hasta encontrar la concha inferior
- El borde posterior se articula con el hueso plano del etmoides.
- El borde anterior une a la apófisis ascendente del maxilar superior.

## Estructura
El unguis está exclusivamente formado por tejido compacto.

## Conexiones
El unguis se articula con cuatro huesos
1. Por arriba, con el frontal
2. Por detrás, con el etmoides
3. Por delante, con el maxilar superior
4. Por debajo, con el cornete inferior

## Inserciones musculares
Únicamente, dos músculos se insertan en el unguis:
1. En la cresta lagrimal, el tendón reflejo del orbicular de los párpados
2. Inmediatamente por detrás de esta cresta el músculo de Horner

## Desarrollo
El unguis se desarrolla por un solo punto de osificación el cual aparece de ordinario al tercer mes de vida de un Bebe.

## Galería

Posición de los huesos lagrimales (mostrados en verde). Animación.
Animación con algunos huesos extraídos para mostrar la posición de los huesos lagrimales (que se muestran en verde).
Animación de un hueso lagrimal izquierdo. Agrandado.